# Ruination
Ruination är det amerikanska death metal-bandet Job for a Cowboys andra studioalbum, släppt juli 2009 av skivbolaget Metal Blade Records.

## Låtförteckning
1. "Unfurling a Darkened Gospel" – 3:43
2. "Summon the Hounds" – 3:51
3. "Constitutional Masturbation" – 3:35
4. "Regurgitated Disinformation" – 4:46
5. "March to Global Enslavement" – 6:05
6. "Butchering the Enlightened" – 3:30
7. "Lords of Chaos" – 3:36
8. "Psychological Immorality" – 3:08
9. "To Detonate and Exterminate" – 3:22
10. "Ruination" – 4:55

- Text och musik: Job for a Cowboy

## Medverkande
Musiker (Job for a Cowboy-medlemmar)
- Jonny Davy – sång
- Bobby Thompson – gitarr
- Alan Glassman – gitarr
- Brent Riggs – basgitarr
- Jon "The Charn" Rice – trummor

Bidragande musiker
- Ravi Bhadriraju – gitarr (spår 1)

Produktion
- Jason Suecof – producent, ljudmix
- Mark Lewis – ljudtekniker
- Ronn Miller – ljudtekniker
- Alan Douches – mastering
- Brian James – omslagsdesign
- Brent Elliott White – omslagskonst